# Dirkač
Dirkač je športnik, ki se ukvarja z dirkanjem. Po navadi se nanaša na udeležence avtomobilskih in motorističnih športov, toda zajema tudi druge športe, v katerih udeleženci tekmujejo s pomočjo strojev na najhitrejši dosežen čas.